# Cesare Mazzolari
Cesare Mazzolari (Brescia, 9 febbraio 1937 – Rumbek, 16 luglio 2011) è stato un vescovo cattolico e missionario italiano.

## Biografia
Fu ordinato sacerdote comboniano in California a San Diego il 17 marzo 1962. A Cincinnati operò fra i neri e i messicani che lavorano nelle miniere, riscontrando che i diritti dei poveri e della minoranza di colore negli Usa venivano sistematicamente oltraggiati. Dopo 26 anni vissuti negli Stati Uniti nel 1981 arrivò in Sudan: prima nella diocesi di Tombura-Yambio, poi nell'arcidiocesi di Giuba, nell'attuale Sudan del Sud.

### La diocesi di Rumbek (Sud Sudan)
Il 1º gennaio 1990 divenne amministratore apostolico della diocesi di Rumbek, di estensione pari a Lombardia e Triveneto e abitata da 3 milioni di persone. In quello stesso anno liberò 150 giovanissimi schiavi. Nel 1991 riaprì la missione di Yirol, la prima di una lunga serie: alcune di esse dovranno poi essere abbandonate sotto l'incalzare della guerra sudanese. Nel 1994 fu catturato e tenuto in ostaggio per 24 ore dai guerriglieri dell'Esercito di Liberazione del Popolo del Sudan, gruppo armato indipendentista in lotta contro il Governo islamico.
Il 5 novembre 1998 fu nominato vescovo di Rumbek e il 6 gennaio 1999 fu ordinato da papa Giovanni Paolo II, co-consacranti il cardinale Giovanni Battista Re e l'arcivescovo Francesco Monterisi.
La presenza di mons. Mazzolari in mezzo a un popolo così vergognosamente umiliato e schiacciato nella sua dignità fu segno di straordinaria speranza di pace. I suoi viaggi in Italia provocavano ogni volta una forte risonanza negli ambiti della solidarietà sia nelle realtà laiche sia in quelle religiose.
Per oltre 20 anni monsignor Mazzolari visse coraggiosamente in mezzo alla sua gente e sopportò le conseguenze della guerra e della povertà. A tutti chiedeva l'impegno a «non dimenticare perché la gente del Sud Sudan ha bisogno di una pace giusta nel rispetto dei diritti umani».
Era un vescovo che drammaticamente parlava di guerra: «Il Sudan è lo stato dell'Africa più povero tra i poveri: 40 anni di guerre tribali il cui unico fine è la conquista del potere e l'acquisizione di risorse quali petrolio, acqua e oro, presenti in grandi quantità». Gli interessi globali - specificava monsignor Mazzolari - avevano prevalso sul bene della gente: «Non esiste più rispetto dei diritti umani e la parola "libertà" è un termine sconosciuto, è stata spazzata via». Lavorare quotidianamente nella diocesi non significava solo sfamare e aiutare il popolo sudanese ad uscire da una condizione di povertà totale, ma creare i presupposti per mantenere la pace, siglata il 9 gennaio 2005. Con altrettanta chiarezza monsignor Mazzolari denunciava la persecuzione religiosa e le prevaricazioni dell'Islam nei confronti dei cristiani e pur deprecando la logica della ritorsione attuata dagli USA dopo l'episodio delle Twin Towers, metteva in guardia dalla scaltrezza di tanti autorevoli esponenti musulmani, preconizzando uno scontro di civiltà, in netta antitesi con l'atteggiamento passivo e aquiescente di tanti uomini di Chiesa e di troppe forze politiche europee progressiste.
Scomparve il 16 luglio 2011 all'età di 74 anni, dopo essere stato colto da un malore mentre celebrava la Messa.

## La Fondazione Cesar
Per non disperdere la propria opera, lo stesso Mazzolari, insieme a un gruppo eterogeneo di persone, fondò Cesar (Coordinamento Enti Solidali a Rumbek), un'associazione onlus italiana con lo scopo di amplificare e diffondere la voce del vescovo bresciano in terra di missione.
Cesar è una organizzazione non profit nata per coordinare gli enti presenti con attività di cooperazione nei territori del Sud Sudan. Nella Repubblica del Sud Sudan (la nazione più giovane della terra) è impegnata in progetti di cooperazione e solidarietà internazionale con interventi in ambito: educativo, sanitario, di accesso all'acqua, di sviluppo e di promozione umana. In Italia è attiva attraverso progetti e campagne di sensibilizzazione ed educazione allo sviluppo per coinvolgere la popolazione italiana, ed in particolare gli studenti delle scuole di ogni ordine e grado, nell'ottica dell'educazione alla solidarietà e della cittadinanza attiva.
A seguito della morte di Mons. Cesare Mazzolari, l'Associazione Cesar il 27 dicembre 2011 ha provveduto alla trasformazione in Fondazione assumendo una nuova denominazione "CESAR - Fondazione Mons. Cesare Mazzolari Onlus" e integrando alle attività statutarie originarie anche quelle del ricordo dell'opera e della figura di Cesare Mazzolari.

## Premi e riconoscimenti
Mons. Mazzolari è stato insignito di alcuni riconoscimenti, anche postumi, per la sua continua opera verso i bisognosi e i poveri.
- Il 20 maggio 2001 il Comune di Concesio, suo paese d'origine ove ancora sorge la dimora avita, adiacente alla casa natale di Papa Paolo VI,  gli conferì il Premio della Bontà Paolo VI «per la sua infaticabile opera a favore della pace e del popolo sudanese a sostegno dei progetti per debellare le malattie tra le popolazioni martoriate».
- La Fondazione Rotary del Rotary International gli assegnò il titolo di Paul Harris Fellow, «in segno di apprezzamento e riconoscenza per il suo tangibile e significativo apporto nel promuovere una migliore comprensione reciproca e amichevoli relazioni fra i popoli di tutto il mondo».
- Il 20 luglio 2011 il sindaco di Brescia Adriano Paroli ha accolto la richiesta del Gruppo EveryOne, organizzazione internazionale per i diritti umani, decidendo di intitolare una via cittadina a Monsignor Cesare Mazzolari.[5]
- Il 13 dicembre 2011 la Regione Lombardia, all'interno del "Premio per la Pace", ha insignito Mons. Mazzolari di una menzione alla memoria "per aver abbracciato e accompagnato con dedizione paterna il popolo del Sudan meridionale, fino alle ultime parole piene di speranza con le quali indicava nei giovani i veri pionieri della ricostruzione del paese sulle macerie della guerra civile".
- Il 16 dicembre 2011 la commissione del Premio Bulloni 2011 ha insignito Mons. Mazzolari di una medaglia d'oro in memoria.
- L'11 luglio 2012 all'interno del programma di celebrazioni dell'anniversario dell'indipendenza del Sud Sudan e della morte di Cesare Mazzolari, su iniziativa del Comune di Brescia e della Fondazione CESAR onlus, è stata intitolata un'area verde pubblica del centro cittadino (sita a nord di via XXV Aprile, nel tratto compreso tra via Spalto San Marco e via fratelli Lechi). In occasione della cerimonia ufficiale che ha visto la presenza della cittadinanza, di autorità civili e religiose, si è dato luogo alla scopertura di una targa commemorativa in ricordo del missionario che lo ricorda con le parole «Padre del Sud Sudan» (citando quelle pronunciate dal Presidente della neonata Repubblica del Sud Sudan in occasione dei funerali solenni del missionario a Rumbek).

## Genealogia episcopale
La genealogia episcopale è:
- Cardinale Scipione Rebiba
- Cardinale Giulio Antonio Santori
- Cardinale Girolamo Bernerio, O.P.
- Arcivescovo Galeazzo Sanvitale
- Cardinale Ludovico Ludovisi
- Cardinale Luigi Caetani
- Cardinale Ulderico Carpegna
- Cardinale Paluzzo Paluzzi Altieri degli Albertoni
- Papa Benedetto XIII
- Papa Benedetto XIV
- Papa Clemente XIII
- Cardinale Enrico Benedetto Stuart
- Papa Leone XII
- Cardinale Chiarissimo Falconieri Mellini
- Cardinale Camillo Di Pietro
- Cardinale Mieczysław Halka Ledóchowski
- Cardinale Jan Maurycy Paweł Puzyna de Kosielsko
- Arcivescovo Józef Bilczewski
- Arcivescovo Bolesław Twardowski
- Arcivescovo Eugeniusz Baziak
- Papa Giovanni Paolo II
- Vescovo Cesare Mazzolari